# Galatasaray Spor Kulübü 2020-2021 (pallavolo femminile)
Questa voce raccoglie le informazioni riguardanti il Galatasaray Spor Kulübü nelle competizioni ufficiali della stagione 2020-2021.

## Organigramma societario
Area direttiva
- Presidente: Mustafa Cengiz

Area tecnica
- Allenatore: Ataman Güneyligil
- Allenatore in seconda: Cihan Çintay
- Assistente allenatore: Gençer Yarkin, Recep Vatansever
- Scoutman: Onur Daşdemir

## Rosa
| N° | Nome                 | Ruolo | Data di nascita  | Nazionalità sportiva |
| -- | -------------------- | ----- | ---------------- | -------------------- |
| 2  | İlkin Aydın          | S     | 5 gennaio 2000   | Turchia              |
| 3  | Gizem Güreşen        | L     | 14 gennaio 1987  | Turchia              |
| 4  | Elif Eriçek          | L     | 16 dicembre 2002 | Turchia              |
| 5  | Ergül Avcı           | C     | 24 luglio 1987   | Turchia              |
| 6  | Derya Çayırgan       | L     | 9 ottobre 1987   | Turchia              |
| 7  | Çağla Akın           | P     | 19 gennaio 1995  | Turchia              |
| 8  | Selin Uygur          | C     | 18 agosto 1992   | Turchia              |
| 9  | Sezen Keşkekoğlu     | C     | 10 dicembre 2001 | Turchia              |
| 10 | Güldeniz Önal        | S     | 25 marzo 1986    | Turchia              |
| 11 | Nilay Benli          | P     | 24 ottobre 1985  | Turchia              |
| 13 | Ece Emrullah         | C     | 19 agosto 2002   | Turchia              |
| 14 | Tat'jana Košeleva    | S     | 23 dicembre 1988 | Russia               |
| 15 | Çağla Salih          | P     | 5 aprile 2002    | Turchia              |
| 16 | Sude Hacımustafaoğlu | C     | 25 marzo 2002    | Turchia              |
| 17 | Olesja Rychljuk      | O     | 11 dicembre 1987 | Ucraina              |
| 18 | Beren Yeşilırmak     | S     | 1º giugno 2005   | Turchia              |

## Statistiche

### Statistiche di squadra
| Competizione     | Punti | In casa | In casa | In casa | In trasferta | In trasferta | In trasferta | Totale | Totale | Totale |
| Competizione     | Punti | G       | V       | P       | G            | V            | P            | G      | V      | P      |
| ---------------- | ----- | ------- | ------- | ------- | ------------ | ------------ | ------------ | ------ | ------ | ------ |
| Sultanlar Ligi   | 52    | 17      | 11      | 6       | 17           | 9            | 8            | 34     | 20     | 14     |
| Coppa di Turchia | 6     | 1       | 1       | 0       | 0            | 0            | 0            | 4      | 3      | 1      |
| Coppa CEV        | -     | 5       | 3       | 2       | 2            | 1            | 1            | 7      | 4      | 3      |
| Totale           | -     | 23      | 15      | 8       | 19           | 10           | 9            | 45     | 27     | 18     |

G = partite giocate; V = partite vinte; P = partite perse

### Statistiche dei giocatori
| Giocatore          | Campionato | Campionato | Campionato | Campionato | Campionato | Coppa di Turchia | Coppa di Turchia | Coppa di Turchia | Coppa di Turchia | Coppa di Turchia | Coppa CEV | Coppa CEV | Coppa CEV | Coppa CEV | Coppa CEV | Totale | Totale | Totale | Totale | Totale |
| Giocatore          | P          | PT         | AV         | MV         | BV         | P                | PT               | AV               | MV               | BV               | P         | PT        | AV        | MV        | BV        | P      | PT     | AV     | MV     | BV     |
| ------------------ | ---------- | ---------- | ---------- | ---------- | ---------- | ---------------- | ---------------- | ---------------- | ---------------- | ---------------- | --------- | --------- | --------- | --------- | --------- | ------ | ------ | ------ | ------ | ------ |
| Ç. Akın            | 30         | 69         | 25         | 23         | 21         | 2                | 7                | 3                | 1                | 3                | 7         | 15        | 9         | 3         | 3         | 39     | 91     | 37     | 27     | 27     |
| E. Avcı            | 28         | 207        | 158        | 36         | 13         | 4                | 34               | 27               | 4                | 3                | 6         | 30        | 2         | 6         | 4         | 38     | 271    | 187    | 46     | 20     |
| İ. Aydın           | 31         | 264        | 212        | 25         | 30         | 3                | 37               | 29               | 4                | 4                | 6         | 47        | 38        | 6         | 3         | 40     | 348    | 279    | 35     | 37     |
| N. Benli           | 24         | 18         | 10         | 2          | 6          | 3                | 4                | 1                | 0                | 3                | 6         | 5         | 4         | 0         | 1         | 33     | 27     | 15     | 2      | 10     |
| D. Çayırgan        | 17         | 0          | 0          | 0          | 0          | 2                | 0                | 0                | 0                | 0                | 2         | 0         | 0         | 0         | 0         | 21     | 0      | 0      | 0      | 0      |
| E. Emrullah        | 1          | 5          | 4          | 1          | 0          | 1                | 0                | 0                | 0                | 0                | -         | -         | -         | -         | -         | 2      | 5      | 4      | 1      | 0      |
| E. Eriçek          | 16         | 29         | 26         | 1          | 2          | 3                | 8                | 8                | 0                | 0                | 4         | 1         | 1         | 0         | 0         | 23     | 38     | 35     | 1      | 2      |
| G. Güreşen         | 29         | 0          | 0          | 0          | 0          | 4                | 0                | 0                | 0                | 0                | 7         | 0         | 0         | 0         | 0         | 40     | 0      | 0      | 0      | 0      |
| S. Hacımustafaoğlu | 12         | 52         | 44         | 2          | 6          | 3                | 11               | 11               | 0                | 0                | 2         | 1         | 1         | 0         | 0         | 17     | 64     | 56     | 2      | 6      |
| S. Keşkekoğlu      | 19         | 35         | 22         | 8          | 5          | 4                | 5                | 3                | 1                | 1                | 6         | 7         | 4         | 0         | 3         | 29     | 47     | 29     | 9      | 9      |
| T. Košeleva        | 22         | 357        | 301        | 35         | 22         | 1                | 20               | 16               | 2                | 2                | 7         | 127       | 107       | 15        | 5         | 30     | 504    | 424    | 52     | 29     |
| G. Önal            | 27         | 113        | 89         | 12         | 13         | 3                | 16               | 15               | 1                | 0                | 5         | 20        | 15        | 0         | 5         | 35     | 149    | 119    | 13     | 18     |
| O. Rychljuk        | 30         | 677        | 601        | 46         | 30         | 3                | 58               | 49               | 8                | 1                | 6         | 114       | 102       | 10        | 2         | 39     | 849    | 752    | 64     | 33     |
| Ç. Salih           | 2          | 1          | 0          | 0          | 1          | 1                | 0                | 0                | 0                | 0                | 3         | 0         | 0         | 0         | 0         | 6      | 1      | 0      | 0      | 1      |
| S. Uygur           | 32         | 197        | 128        | 49         | 20         | 3                | 21               | 15               | 3                | 3                | 6         | 36        | 25        | 9         | 2         | 41     | 254    | 168    | 61     | 25     |
| B. Yeşilırmak      | 22         | 37         | 32         | 0          | 5          | 4                | 9                | 6                | 1                | 2                | 5         | 7         | 5         | 1         | 1         | 31     | 53     | 43     | 2      | 8      |

P = presenze; PT = punti totali; AV = attacchi vincenti; MV = muri vincenti; BV = battute vincenti